# Leave This Town
Leave This Town или на български Напусни този град е вторият албум на американската рок група Дотри, издаден на 14 юли 2009 г. Това е първият албум, който те записват като група. Това е и последния албум на Джоуи Барнес като барабанист.

## Песни
1. You Don't Belong 4:00
2. No Surprise 4:29
3. Every Time You Turn Around 3:39
4. Life After You 3:26
5. What I Meant To Say 3:09
6. Open Up Your Eyes 4:19
7. September 4:00
8. Ghost Of Me 3:38
9. Learn My Lesson 3:50
10. Supernatural 3:38
11. Tennessee Line (Дует с Винс Джил) 4:37
12. Call Your Name 4:01
13. Long Way 4:03
14. One Last Chance 3:27
15. What Have We Become 3:43
16. On The Inside 3:24
17. Traffic Light 3:40
18. Get Me Through 3:44
19. Back Again 3:38